# رابرت مرداک اسمیت
رابرت مرداک اسمیت (انگلیسی: Robert Murdoch Smith؛ ۱۸ اوت ۱۸۳۵ – ۳ ژوئیهٔ ۱۹۰۰) یک مهندس، انسان‌شناس، باستان‌شناس، و دیپلمات اهل بریتانیا بود.

## فعالیت در ایران
از سال ۱۸۶۵ اسمیت مدیر شرکت تلگراف در ایران بود و بسیار قادر به بهبود زیرساخت‌های محلی بود. او پس از دو سال از این انتصاب توانست با کمک مردم محلی به نصب سیم مورد نیاز یه طول ۱۲۰۰ مایل برای پیوستن تهران تا لندن دست یابد. اسمیت اشاره کرد که این وظیفه تحت شرایط دشوار انجام شد و مردم بومی را به عنوان یک ابزار از مستعمره نشینان دیدم.
به موازات این کار وی در سال ۱۸۷۳، به کار غیرمعمول جمع‌آوری آثار باستانی برای انگلستان توسط وزارت علوم و هنر گماشته شد.
او در تهران زندگی می‌کرد و مجموعه ایرانی خود را بسیار گسترده کرد و یک نمایشگاه ویژه در سال ۱۸۷۶ در گالری موزه ویکتوریا و آلبرت به نام او برگزار شد. او همچنین یک شمشیر افتخار از ناصرالدین شاه دریافت کرد.
بعدها در سال ۱۸۷۵ وی کتابی در مورد هنر ایرانی به رشته تحریر درآورد.